# Mindaugas Lukauskis

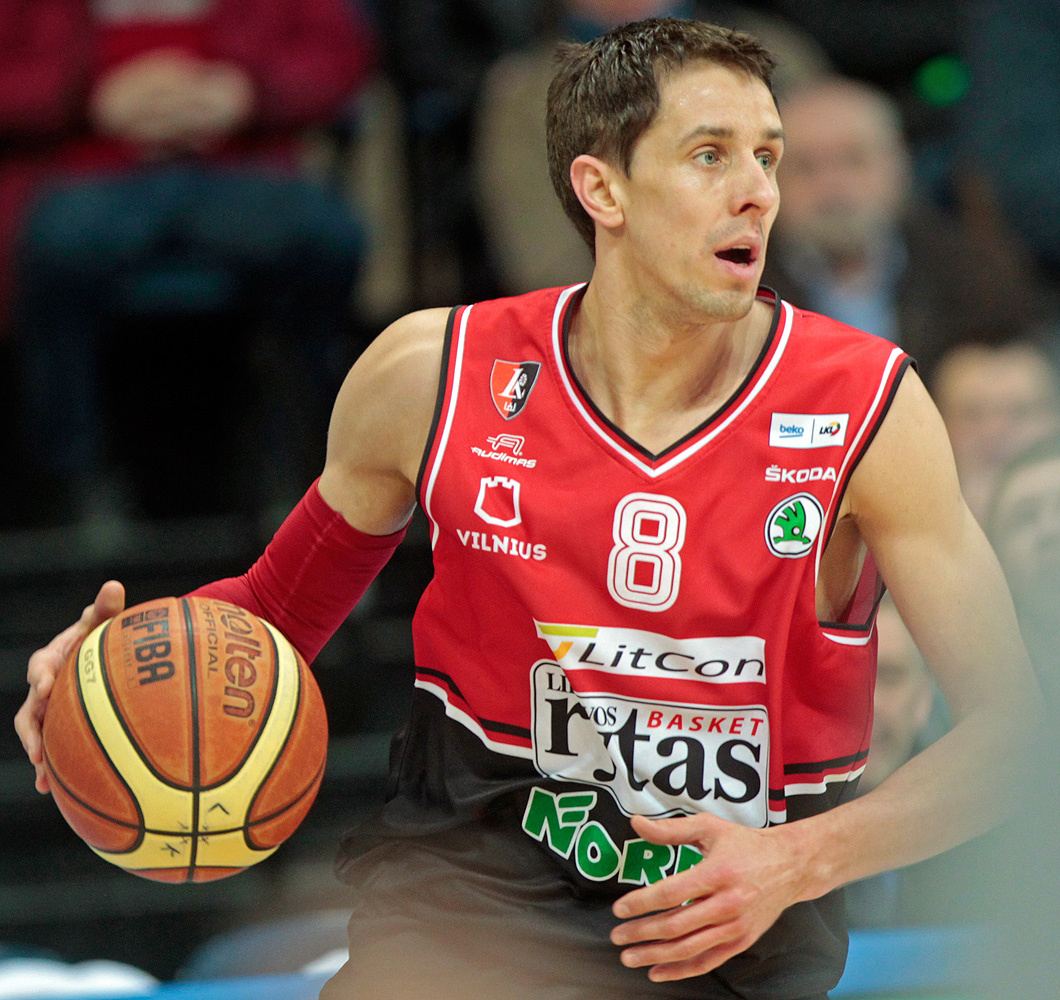
Mindaugas Lukauskis

Mindaugas Lukauskis (Panevėžys, 19 de maio de 1979) é um basquetebolista profissional lituano, atualmente joga no BC Lietkabelis.

## Carreira
Šiškauskas integrou o elenco da Seleção Lituana de Basquetebol nas Olimpíadas de 2008.